# Zeche Vereinigte Hammerthal
Die Zeche Vereinigte Hammerthal in Durchholz-Hammertal ist ein ehemaliges Steinkohlenbergwerk. Das Bergwerk ist aus einer Konsolidation der Zeche Hammerthal mit der Zeche Vergißmeinnicht entstanden. In der zweiten Hälfte des 19. Jahrhunderts wurde auf der Zeche auch Kohleneisenstein abgebaut.

## Geschichte

### Die Vorgängerbergwerke

#### Hammerthal
Die Zeche Hammerthal in Durchholz wurde auch Hammerthal-Stolln genannt. Das Bergwerk war bereits vor dem Jahr 1831 in Betrieb. Das Stollenmundloch befand sich am Eingang zum Werbecksiepen östlich des Pleßbaches in einer Höhe von 114 Metern über Normalnull. Am 24. Mai des Jahres 1847 wurde ein Geviertfeld verliehen. Nach Abbau der Kohlenvorräte über der Stollensohle wurde das Bergwerk im Jahr 1859 stillgelegt. Am 1. November des Jahres 1888 wurde das Bergwerk wieder in Betrieb genommen, mit sieben Bergleuten wurde der Stollen aufgewältigt. Im Jahr 1889 wurde mit dem Abbau begonnen, mit 18 Bergleuten wurden 2745 Tonnen Steinkohle gefördert. Am 2. April des Jahres 1890 kam es zur Konsolidation mit der Zeche Vergißmeinnicht.

#### Vergißmeinnicht
Über die Zeche Vergißmeinnicht in Hammertal ist nur sehr wenig bekannt. Am 17. Juli des Jahres 1848 wurde ein Längenfeld verliehen, ob das Bergwerk in Betrieb war, ist nicht bekannt. Die Berechtsame wurde vermutlich bereits vor dem Jahr 1857 mit der Zeche Hammerthal vereinigt.

### Die weiteren Jahre
Am 2. April des Jahres 1890 konsolidierten die Zechen Vergißmeinnicht und Hammerthal zur Zeche Vereinigte Hammerthal. Im Jahr 1892 waren ein tonnlägiger Schacht mit einer flachen Teufe von 80 Metern und ein Stollen vorhanden. Am 1. Oktober des Jahres 1893 wurde die Zeche stillgelegt. Im Jahr 1906 erwarb der Anteilseigner der Zeche Blankenburg die Kuxenmehrheit der Zeche Vereinigte Hammerthal. Im Jahr 1913 wurde die Zeche Vereinigte Hammerthal komplett von der Zeche Blankenburg erworben. Am 15. März desselben Jahres wurde die Zeche Vereinigte Hammerthal wieder in Betrieb genommen, es wurde ein alter Stollen wieder aufgewältigt. Die Berechtsame umfasste eine Fläche von 0,8 Quadratkilometern. Außerdem wurden die Grubenfelder Elephant, Nachgedacht, Johanna, Diedrich Ernst und Vereinigte Glückauf von der Zeche Blankenburg übernommen. Im Jahr 1914 wurde mit zwölf Bergleuten eine geringe Förderung erzielt. 1914/1915 wurde ein eigener Anschluss an die Kleinbahn Bossel–Blankenstein im Bahnhof Durchholz in Betrieb genommen.

### Die letzten Jahre
Im Jahr 1915 wurde ab der Stollensohle ein Blindschacht mit einer Teufe von 86 Metern geteuft. Im Jahr 1916 wurde das Grubenfeld Neue Tinsbank von der Zeche Blankenstein übernommen, außerdem wurde bei einer Teufe von 86 Metern die 1. Tiefbausohle ausgerichtet. Im Jahr 1919 wurde über Tage ein Bahnanschluss nach Sprockhövel-Bossel erstellt. Am 31. August des Jahres 1925 wurde die Förderung eingestellt und am 3. September desselben Jahres wurde die Zeche Vereinigte Hammerthal endgültig stillgelegt. Im November desselben Jahres waren die Raubarbeiten abgeschlossen. Im Jahr darauf wurden die Tagesanlagen abgebrochen und der Teil des Grubenfeldes, in dem der Blindschacht lag, wurde der Zeche Elisabethenglück zugeschlagen. Im Jahr 1940 fiel die Berechtsame an die Zeche Alte Haase.

## Förderung und Belegschaft
Die ersten bekannten Förder- und Belegschaftszahlen stammen aus dem Jahr 1890. In diesem Jahr wurde mit 35 Bergleuten eine Förderung von rund 5600 Tonnen Steinkohle erbracht. Im Jahr 1892 wurden mit 17 Bergleuten 2477 Tonnen Steinkohle gefördert. Im Jahr 1914 wurden mit zwölf Bergleuten 86 Tonnen Steinkohle gefördert. Im darauffolgenden Jahr stieg die Förderung auf 2397 Tonnen, diese Förderung wurde von 28 Bergleuten erbracht. Im Jahr 1920 erneuter Förderanstieg auf 21.027 Tonnen, diese Förderung wurde von 98 Bergleuten erbracht. Die maximale Förderung der Zeche Vereinigte Hammerthal wurde im Jahr 1922 erbracht. In diesem Jahr wurden mit 142 Bergleuten 25.566 Tonnen Steinkohle gefördert. Die letzten bekannten Förder- und Belegschaftszahlen des Bergwerks stammen aus dem Jahr 1924, in diesem Jahr wurden mit 107 Bergleuten 18.577 Tonnen Steinkohle gefördert.